# Longzhou
Longzhou (em chinês tradicional: 龍州縣; chinês simplificado: 龙州县; pinyin: Lóngzhōu; zhuang:Lungzcou)  é um condado da Chongzuo, localidade situada ao sudoeste da Região Autónoma Zhuang de Quancim, na República Popular da China. Ocupa uma área total de 2.317 Km². Segundo dados de 2010, Longzhou possuí 260 200 habitantes, 95% das pessoas que pertencem ao grupo étnico Zhuang.